# 米凯·佩利恰
米凯·佩利恰（義大利語：Mike Pelliccia，1910年10月27日—？），生于美国纽约，意大利男子篮球运动员。他曾随意大利国家队参加1936年夏季奥运会男子篮球比赛，结果获得第七名。